# D-iditolo 2-deidrogenasi
La D-iditolo 2-deidrogenasi è un enzima appartenente alla classe delle ossidoreduttasi, che catalizza la seguente reazione:
D-iditolo + NAD+ ⇄ D-sorbosio + NADH + H+
Inoltre converte lo xilitolo in L-xilulosio e il L-glucitolo in L-fruttosio.